# رویداد آسمانی بر فراز نورنبرگ در سال ۱۵۶۱

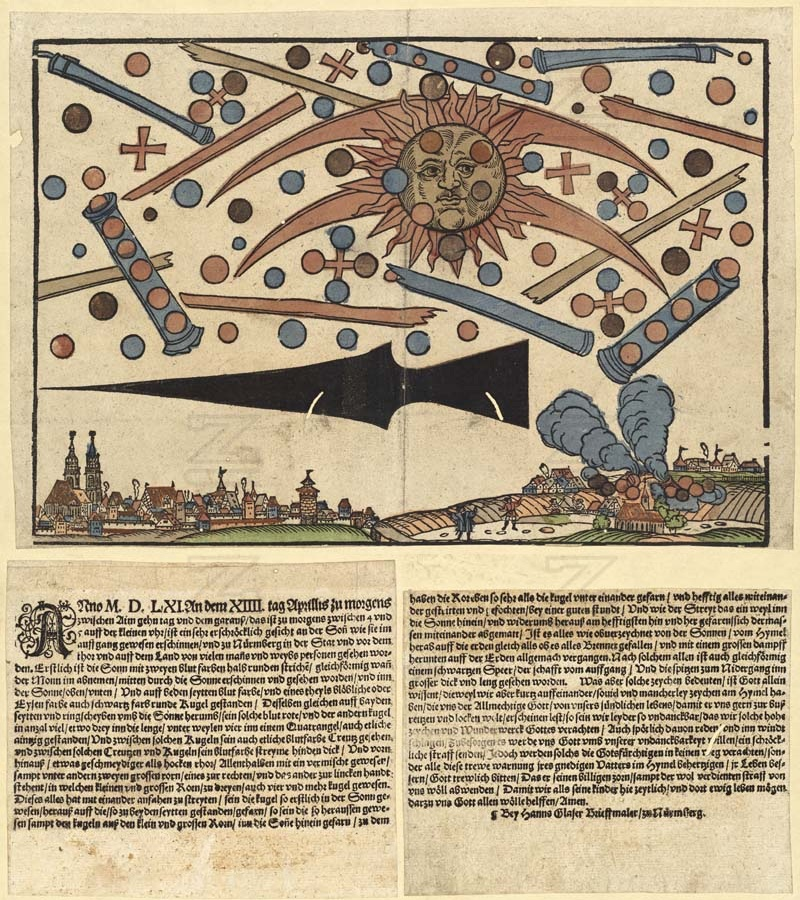
پدیده آسمانی بر فراز شهر نورنبرگ آلمان در ۱۴ آوریل ۱۵۶۱، که در یک اطلاعیه خبری مصور در همان ماه چاپ شد.

به مشاهده تعداد انبوهی از رویدادهای آسمانی یا اجرام پرنده ناشناس (UFO) گفته می‌شود که در سال ۱۵۶۱ بر فراز نورنبرگ (در آن زمان شهر آزاد امپراتوری متعلق به امپراتوری روم مقدس) رخ داده‌است. این پدیده توسط برخی افراد مانند جان کیل (عملیات اسب تروا' صفحه ۷۵) از علاقه مندان مدرن اجرام پرنده ناشناس به عنوان یک نبرد هوایی با منشأ فرازمینی تفسیر شده‌است. این دیدگاه عمدتاً توسط شک گرایان رد می‌شود، برخی به نوشته‌های کارل یونگ در اواسط قرن بیستم در مورد این موضوع ارجاع می‌دهند در حالی که برخی دیگر احتمال می‌دهند که این پدیده یک خورشید کاذب باشد.

## تاریخچه
یک برودشیت از مقاله خبری چاپ شده در آوریل ۱۵۶۱ رویت انبوهی از پدیده‌های آسمانی را توصیف می‌کرد. صفحه با حکاکی روی چوب و متن توسط هانس گلسر (Hans Glaser)، که اندازه آن ۲۶٫۲ در ۳۸ سانتیمتر مسور شده بود. این سند در مجموعه چاپ و طراحی در (Zentralbibliothek Zürich) در زوریخ، سوئیس بایگانی شده‌است.
بر اساس این مقاله، حوالی سپیده دم ۱۴ آوریل ۱۵۶۱، بسیاری از مردان و زنان نورنبرگ چیزی را دیدند که مقاله آن را به عنوان یک نبرد هوایی «خارج از خورشید» توصیف می‌کند، و به دنبال آن ظهور یک شی مثلثی بزرگ سیاه و گوی‌های جنگنده ای که همراه ابری از دود به روی زمین می‌افتادند. این مقاله ادعا می‌کند که شاهدان صدها گوی، استوانه و اجسام دیگری با اشکال عجیب و غریب را مشاهده کردند که به‌طور نامنظم بالای سرشان حرکت می‌کردند. تصویر اشیایی با اشکال مختلف از جمله صلیب (با یا بدون کره روی بازوها)، گوی‌های کوچک، دو هلال بزرگ، نیزه ای سیاه و اجسام لوله مانند که از آنها چندین کره کوچک بیرون آمده و در سپیده دم به دور آسمان می‌چرخند را به تصویر می‌کشد.

## متن برودشیت مقاله
متن آن برگه از مقاله توسط ایلسه فون ژاکوبی به شرح زیر ترجمه شده‌است:
در صبح روز ۱۴ آوریل ۱۵۶۱، در سپیده دم، بین ساعت ۴ و ۵ صبح، شبحی مهیب بر روی خورشید رخ داد، و سپس در شهر نورنبرگ، در کشور و جلوی دروازه‌ها توسط بسیاری از مردان و زنان مشاهده شد. ابتدا در وسط خورشید دو کمان نیم دایره به رنگ قرمز خونی ظاهر شد، درست مانند ماه در آخرین تربیع آن. و در خورشید، بالا و پایین و در دو طرف، رنگ خونی بود، یک گوی تا حدی مات و سیاه به رنگ آهن آنجا بود. به علاوه، یک توپ در دو طرف خورشید به مانند طَبَق به رنگ قرمز خونی، و دیگر توپ‌ها به تعداد زیاد، تقریباً سه تا در یک خط و چهار عدد به حالت مربع وجود داشت، همچنین برخی به صورت انفرادی. در بین این کره‌ها چند صلیب قرمز خونی دیده می‌شد که بین آنها نوارهای قرمز خونی وجود داشت که از عقب ضخیم‌تر می‌شد و در قسمت جلو مانند ساقه‌های علف نی با حالتی شکل‌پذیر که در هم آمیخته بودند، در میان آنها دو میله بزرگ وجود داشت. یکی در سمت راست، دیگری در سمت چپ، و درون این میله‌های کوچک و بزرگ سه، چهار و حتی بیشتر گوی وجود داشت. اینها همه شروع به جنگیدن با یکدیگر کردند، به طوری که کره‌هایی که ابتدا در خورشید بودند، به سمت آنهایی که در دو طرف ایستاده بودند، پرواز کردند، سپس، کره‌های خارج از خورشید که درون میله‌های کوچک و بزرگ بودند به سمت خورشید پرواز کردند. علاوه بر این، کره‌ها در میان خود به این سو و آن سو پرواز کردند و بیش از یک ساعت به شدت با یکدیگر جنگیدند. و هنگامی که درگیری در داخل و خارج از خورشید شدیدتر بود، آنها به حدی خسته شدند که همه آنها، همان‌طور که در بالا گفته شد، هنگام غروب خورشید بر زمین افتادند «گویی همه می‌سوختند» و سپس از بین رفتند. روی زمین پس از همه اینها چیزی شبیه نیزه سیاه، بسیار بلند و ضخیم با دود عظیم، دیده می‌شد. میله به سمت شرق، گوشهٔ آن به سمت غرب. این نشانه‌ها به چه معناست، تنها خدا می‌داند. گرچه اندکی پس از دیگری در بهشت نشانه‌های فراوانی را دیده‌ایم که از سوی خداوند متعال برای ما فرستاده شده‌است تا ما را به توبه برسانند، اما متأسفانه آنقدر ناسپاس هستیم که چنین آیات و معجزات بلندی را تحقیر می‌کنیم. از خدا یا از آنها به تمسخر سخن می‌گوییم و آنها را به باد می‌سپاریم تا خداوند به سبب ناسپاسی ما عذابی هولناک برای ما بفرستد. از این گذشته، انسان خداترس به هیچ وجه این نشانه‌ها را از یاد نمی‌برد، بلکه آن را به عنوان هشداری از پدر مهربان خود در آسمان به دل می‌گیرد، زندگی خود را اصلاح می‌کند و صادقانه از خدا التماس می‌کند که خشم خود را دفع کند. بر ما است تا موقتاً اینجا (دنیا) و همیشه آنجا (آخرت) مانند فرزندان او زندگی کنیم. برای آن، خداوند به ما کمک کند، آمین. نوشته هانس گلاسر، نقاش نامه نورنبرگ.

## تفاسیر مدرن
به گفته نویسنده جیسون کولاویتو (Jason Colavito)، متن برودشیت پس از انتشار در کتاب ۱۹۵۸ کارل یونگ، تحت عنوان "Flying Saucers: A Modern Myth of Things Seen in the Skies"، کتابی که معنای کهن الگویی از بشقاب پرنده‌ها را تحلیل می‌کرد، در فرهنگ مدرن شناخته شد. یونگ اظهار داشت که این منظره به احتمال زیاد یک پدیده طبیعی است که تفاسیر مذهبی و نظامی بر آن پوشانده شده‌است. «اگر بشقاب پرنده‌ها موجودات زنده بودند، می‌توان به انبوهی از حشرات فکر کرد که با خورشید برمی‌خیزند، نه برای جنگیدن با یکدیگر، بلکه برای جفت‌گیری و جشن پرواز ازدواج.»
یک تعبیر نظامی لوله‌ها را به عنوان توپ و کره‌ها را به عنوان گلوله توپ در نظر می‌گیرد، بر سر نیزه سیاه در انتهای صحنه تأکید می‌کند، و شهادت خود گلاسر مبنی بر اینکه کره‌ها تا زمانی که از پا درمی آیند به شدت جنگیدند. دیدگاه مذهبی بر صلیب‌ها تأکید می‌کند. یونگ فکر می‌کند که تصاویر چهار کره که با خطوط همراه شده‌اند، ربع‌های ازدواج متقابل را پیشنهاد می‌کنند و مدلی را برای «ازدواج بدوی متقابل پسرعمویی» تشکیل می‌دهند. او همچنین اظهار داشت که این می‌تواند یک نماد تشخصی نیز باشد و اینکه تداعی طلوع خورشید حاکی از «مکاشف شدن نور» است.